# The House of Mirth (film fra 1918)
The House of Mirth er en amerikansk stumfilm fra 1918 af Albert Capellani.

## Medvirkende
- Katherine Corri Harris som Lily Bart
- Henry Kolker som Lawrence Selden
- Christine Mayo som Bertha Trenor-Dorset
- Joseph Kilgour som Augustus Trenor-Dorset
- Lottie Briscoe som Gertie Farish